# Texas
|  | Per a altres significats, vegeu «Texas (desambiguació)». |

Texas és un estat dels Estats Units d'Amèrica i el segon estat més gran tant en superfície com en població, amb una superfície de 696.241 km², i amb una població de 24,6 milions de residents. Houston és la ciutat més gran de l'Estat i la quarta més gran als Estats Units, mentre que l'àrea metropolitana de Dallas-Fort Worth és la més gran en tot l'estat i la quarta més gran de la nació. Altres ciutats importants són San Antonio, El Paso i Austin.
Texas conté diversos tipus de paisatge. Viatjant d'est a oest, es poden observar pinedes i rouredes, planures i praderies, turons escarpats, i, finalment, el desert de Big Bend. La frase «Everything is bigger in Texas» (Tot és més gran a Texas) deriva, en part, de la gran expansió geogràfica de l'estat, igual que els deserts i les praderies de la regió. A causa de la seva llarga història com a centre principal del comerç de bestiar a Nord Amèrica, gran part del món associa Texas amb la imatge dels cowboys.
Històricament i culturalment, Texas es considera com a part dels estats surenys dels Estats Units. Tanmateix, amb les seves arrels espanyoles i mexicanes, i amb la topografia i vegetació típica del sud-oest, també pot ser classificada com a part del sud-oest americà. Mentre que els residents reconeixen aquestes classificacions, molts consideren la identitat de Texas com independent.
El terme «sis banderes de Texas» ve dels múltiples països que han reclamat el territori. Espanya va ser el primer país europeu en reclamar Texas com a part del seu territori. França també hi va formar una efímera colònia. Mèxic va posseir el territori fins a 1836, quan Texas va esdevenir una república independent. El 1845 es va unir als Estats Units com el 28è estat. L'afiliació de Texas va causar una cadena d'esdeveniments que van conduir a la Guerra Mexicana-Americana l'any 1846. Texas es va separar dels Estats Units a principi de 1861, per a unir-se als Estats Confederats d'Amèrica el 2 de març de 1861.
A principi del segle xx, el descobriment de petroli hi va iniciar un boom econòmic. Texas té des d'aleshores una economia diversificada. Compta amb una creixent tecnologia, recerca biomèdica i educació superior. El seu producte interior brut és el segon més alt de la nació.

## Història

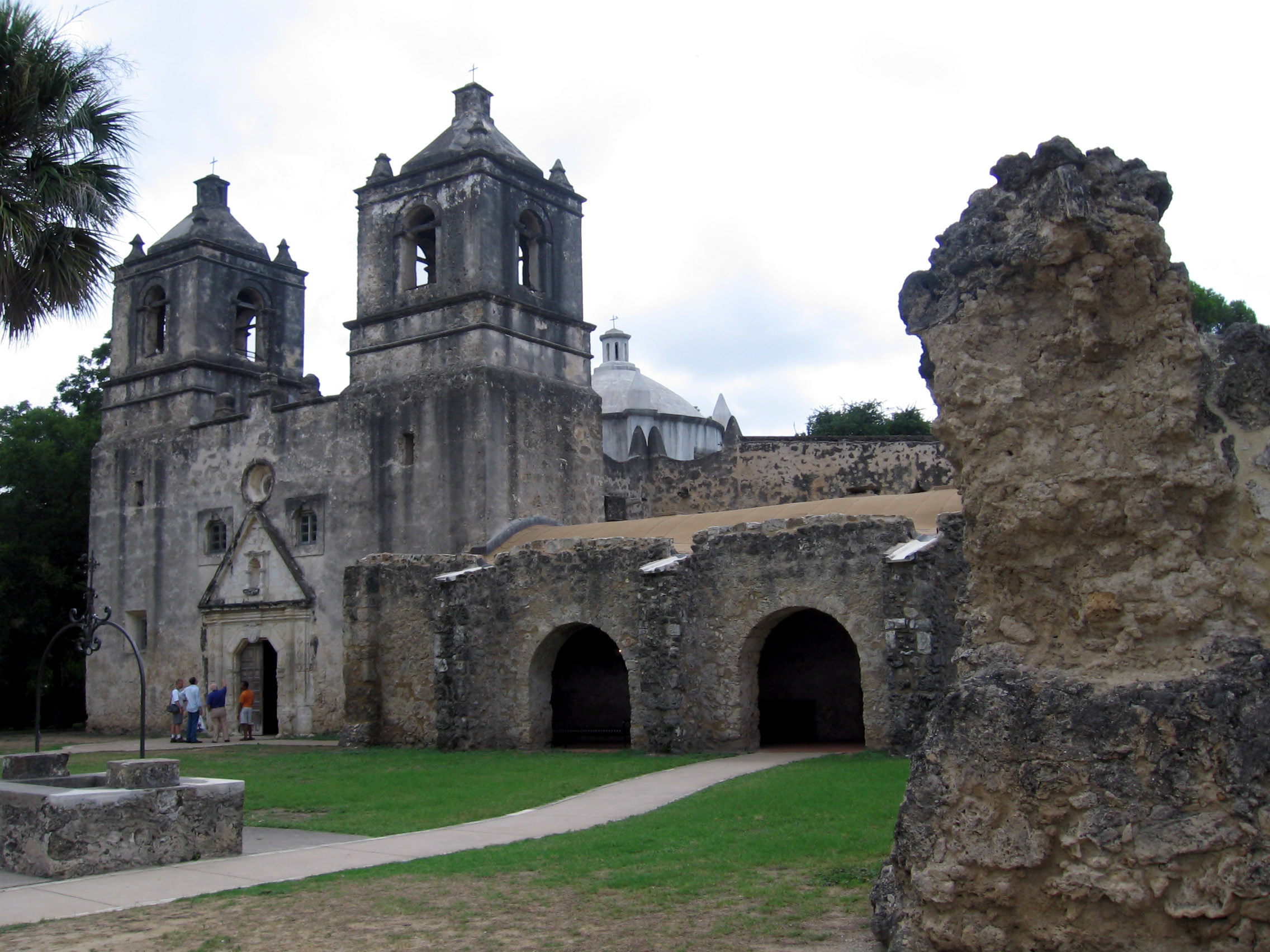
Ruines de la Missió de Concepció a Sant Antonio

Texas es vana d'haver vist onejar sis banderes sobre la seva terra: la Flor de lis de França, i les banderes nacionals d'Espanya, Mèxic, la República de Texas, els Estats Units d'Amèrica i els Estats Confederats d'Amèrica. Després d'una breu però intensa colonització d'anglosaxons (molts dels quals ni tan sols havien nascut a Amèrica), que van introduir il·legalment esclaus negres, els nous texans van declarar la independència el 1836; això va desembocar en una guerra en la qual Mèxic va acabar cedint el seu territori després de la derrota a la batalla de San Jacinto. Posteriorment, Texas es va incorporar als Estats Units d'Amèrica el desembre de 1845, i va reclamar la possessió de la franja compresa entre els rius Bravo i Nueces. Això va provocar una guerra entre els Estats Units i Mèxic, que va concloure amb el tractat de Guadalupe-Hidalgo, pel qual Mèxic va perdre la majoria del territori al nord del Riu Bravo, inclosa l'Alta Califòrnia. Cap a la dècada de 1850 Texas va rebre gran quantitat d'immigrants Mexicans atrets per les oportunitats del que arribaria a ser un dels estats més pròspers de la Unió i amb grans recursos naturals. Texas es va unir als Estats Confederats d'Amèrica el 1861 en contra de la voluntat del governador Samuel Houston, a causa del fet que era un estat esclavista i, per tant, va ser un dels onze estats rebels que es van separar de la Unió. Durant la Guerra Civil dels Estats Units, els regiments texans van atacar sense èxit el territori de Nou Mèxic i més tard van ser derrotats per una invasió federal procedent de Colorado. Després de la guerra, Texas va ser sotmès a la llei marcial federal per a imposar la Reconstrucció. No obstant això, tots els esforços federals per a assegurar els drets legals dels negres, abans esclavitzats, van fracassar, i els texans anglosaxons van assassinar molts dels negres que van intentar organitzar-se políticament. Com altres estats del sud dels EUA, Texas es va fer un estat dominat per complet pel partit demòcrata.
Des de la dècada de 1930, Texas va pujar en importància a causa del descobriment i explotació del petroli des de 1901. La població va créixer a salts a causa de la immigració d'altres estats i també l'arribada de molts immigrants de Mèxic i altres països hispanoparlants. Aquest augment de poder polític i econòmic va donar un important paper a texans com Lyndon Johnson i George W. Bush, qui van servir com a presidents dels EUA Des de la presidència de Richard Nixon, la dominació demòcrata de Texas va cessar, i va començar un moviment Republicà fins avui, sent en l'actualitat el centre del poder republicà en els EUA

### Els indígenes a Texas
Els indígenes que van viure alguna vegada dins de les fronteres del Texas actual inclouen els pobles apache, atakapa, caddo, comanxe, cherokee, kiowa, tonkawa, wichita, i karankawa de Galveston. Actualment, hi ha tres pobles indis federalment reconeguts que resideixen a Texas: l'Alabama-coushatta, el kickapoo i el poble de Ysleta Del Sud. La major part d'aquests grups indígenes van ser exterminats o delmats després de l'annexió als Estats Units d'Amèrica.
El conquistador espanyol Álvaro Núñez Cabeza de Vaca va ser el primer europeu que va trepitjar territori texà el 6 de novembre de 1528.

## Etimologia
La paraula Texas prové del caddo / táyshaʔ /, i es tradueix com 'amic' o 'aliat'. Els primers espanyols que van explorar aquestes terres van anomenar així als hasinai (els texas, on la «x» es pronunciava com x en l'espanyol antic). La regió va passar a anomenar-se Texas per antonomàsia. Un altre possible origen de la paraula és el de l'arbre "Texa" o "texo", comú en aquesta regió així com en altres d'Espanya. Són diversos els noms d'arbres a la toponímia nord-americana, per exemple, Albuquerque (alzina blanc), Nogales, Fresno, Álamo, etc.

## Geografia

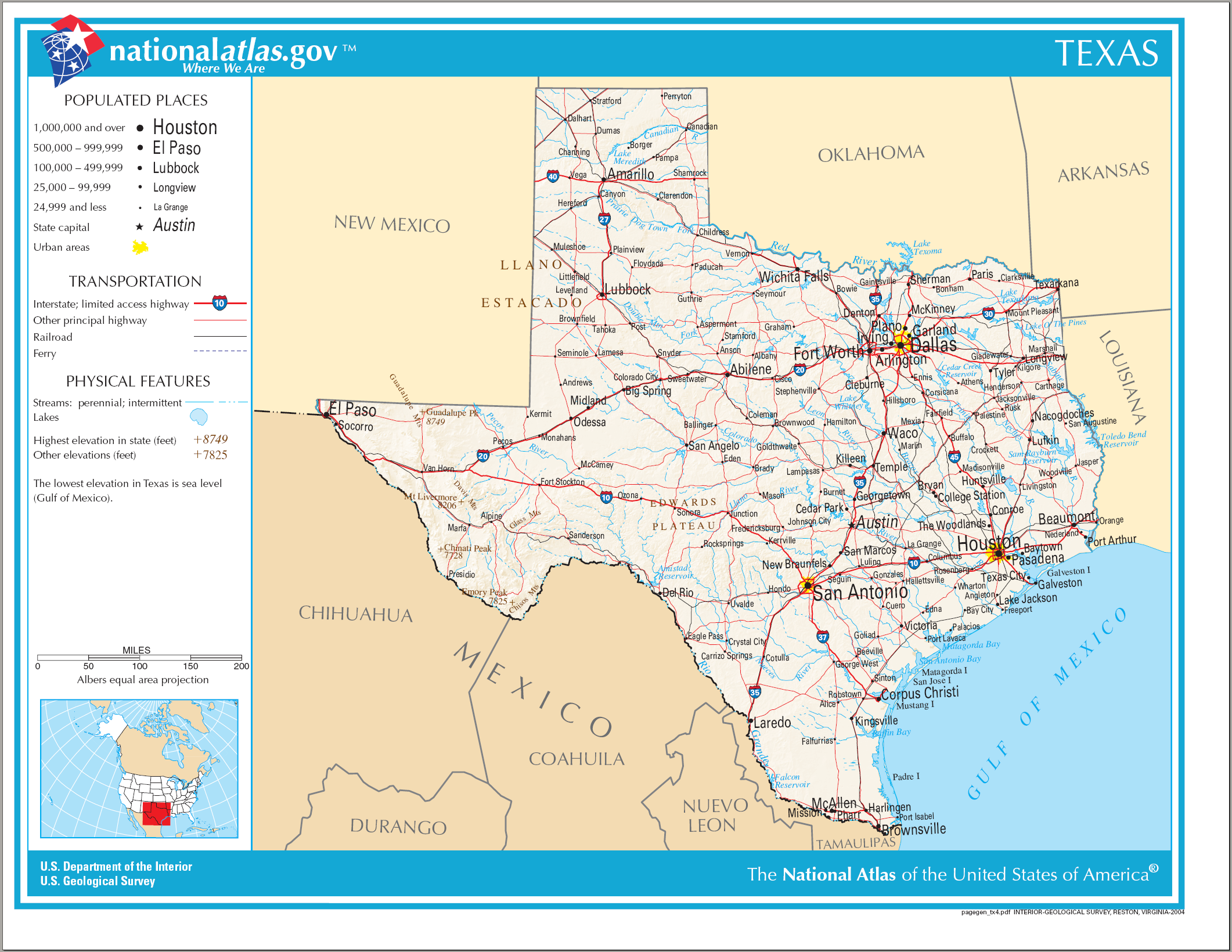
Mapa de Texas

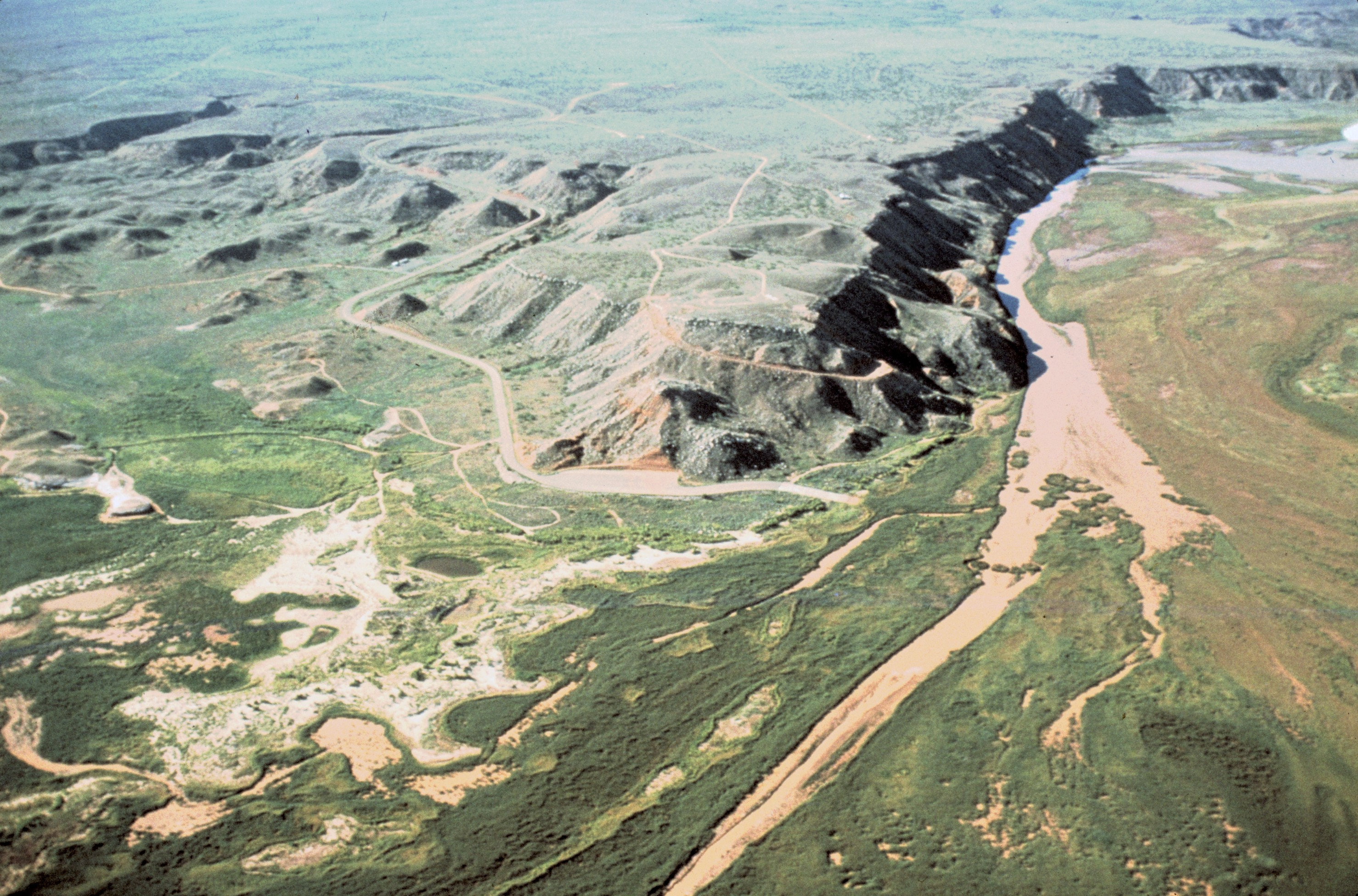
Vista aèria dels turons sobre el riu Canadià.

Texas és el segon estat més gran dels Estats Units i el més gran situat al territori continental dels Estats Units. Limita amb Nou Mèxic cap a l'oest, al nord amb Oklahoma, Louisiana i Arkansas cap a l'est, el Golf de Mèxic fins al sud-est, i amb Mèxic (estats de Chihuahua, Coahuila, Nuevo León i Tamaulipas) al sud.
Texas té un total de 591 km de costa. Comptant totes les regions al llarg de la costa - badies, estuaris i illes oceàniques - augmenta al nombre de 5409 quilòmetres. Una sèrie de barreres de sorra al llarg de la costa de Texas protegeix l'estat de les tempestes tropicals i tsunamis. A més, Texas no té cap volcà actiu i està lluny de qualsevol placa tectònica, de manera que els desastres de grans proporcions hi són poc comuns.
El punt més alt és la muntanya Guadalupe, amb 2.667 metres d'altitud. També digne de menció és el Río Grande que separa Texas de Mèxic, que actua com una frontera natural entre Mèxic i els Estats Units.
Texas es pot dividir en cinc regions geogràfiques diferents:

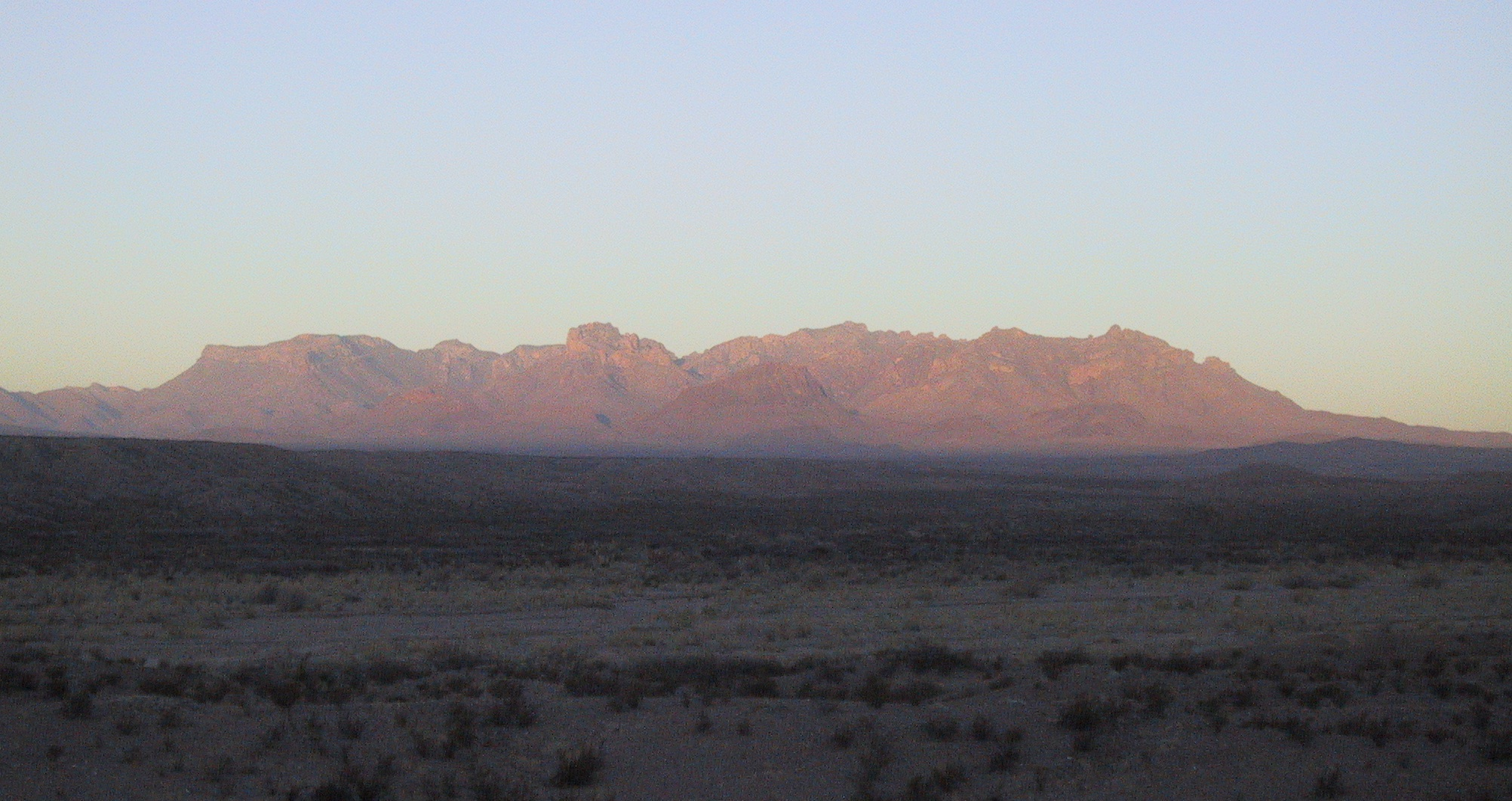
Cadena muntanyosa de la serralada de Chisan.

- La plana costanera, situada al llarg del sud i l'est de Texas, seguint la costa amb el Golf de Mèxic. La regió es caracteritza per la seva fertilitat, el clima subtropical. L'elevació mitjana de la regió és de 91 peus sobre el mar. A causa de la seva fertilitat, gran part dels productes agrícoles es planten aquí. Els boscos del nord d'aquesta regió tenen una mida considerable.
- El Pla de les praderies, que es caracteritza per l'ideal d'un sòl fèrtil per a l'agricultura. Es troba immediatament al nord i l'oest de la plana costanera.
- Les planes del nord-oest, que es troben al centre-nord. És una regió de terreny escabrós d'elevació cada vegada més gran (al voltant de tres-cents metres), on es troben localitzats grans dipòsits de petroli.
- Les Grans Planes, que s'estenen al nord de la plana costanera i a l'oest de les planes i praderies per l'extrem nord-est de l'estat. Compta amb diverses alçades, que van des de 213 metres d'altitud a l'est fins a més de 1.200 metres al nord-oest. Es caracteritza pel seu clima àrid i el seu sòl rocós i pobre.
- El Desert de Trans Peco, situat al sud-oest. Es caracteritza pel clima extremadament àrid i el terreny molt accidentat, amb una terra molt pobra i rocosa, on l'agricultura és gairebé inexistent i la pràctica de la ramaderia és comuna.

### Clima

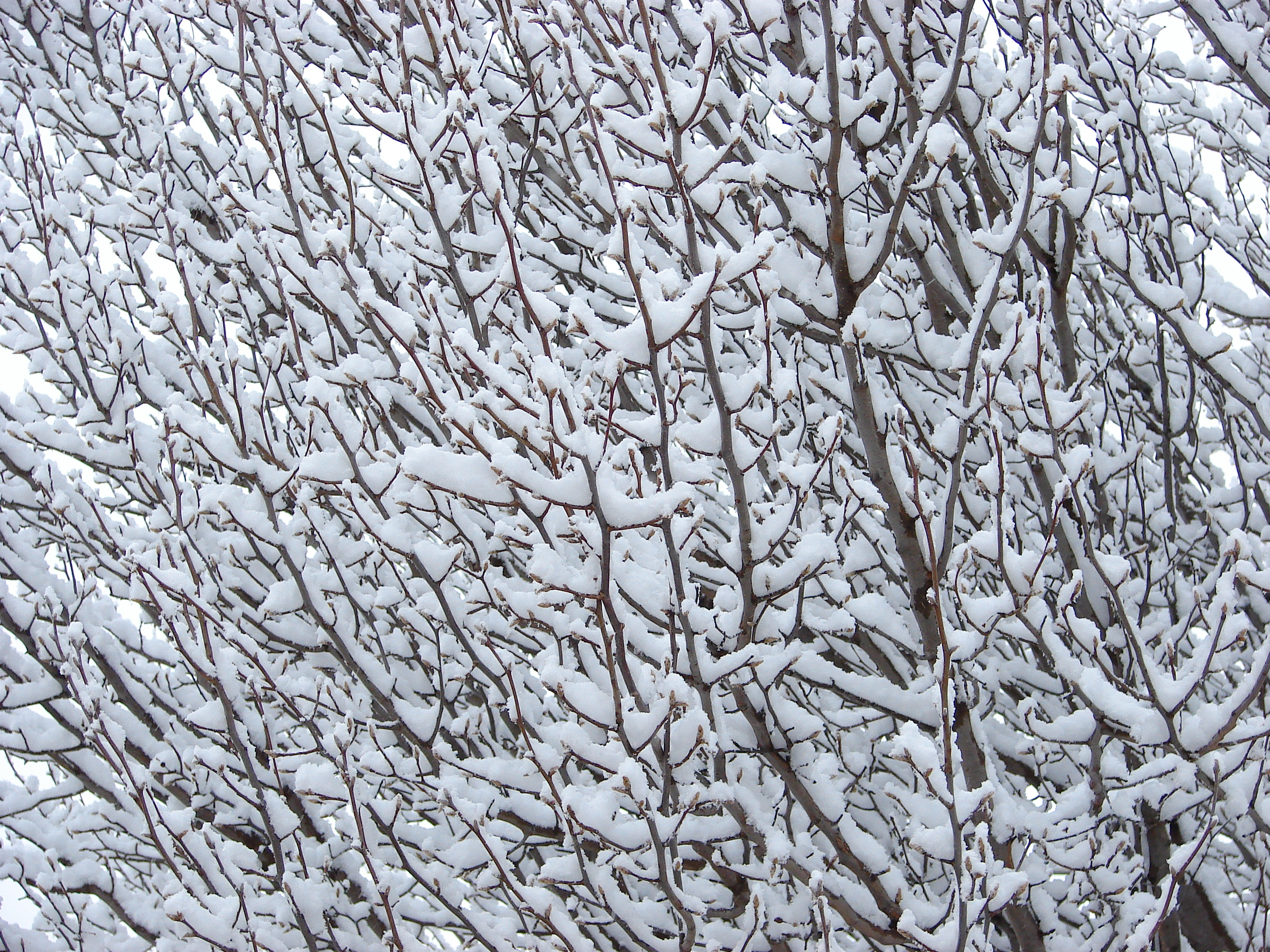
Branques d'un arbre Nevat a l' Oest de Texas

A causa de la seva mida, el clima a Texas varia de regió a regió. A l'extrem, el clima és tropical, mentre que a la regió sud, en general, el clima és subtropical. L'extrem oest té un clima desèrtic, amb grans variacions durant tot el dia, de mitjana, la temperatura de l'Extrem Oriental és suau a l'hivern i baixa en comparació amb altres regions de l'estat a l'estiu. Ja els EUA té un clima temperat suau. Les regions al llarg del Golf de Mèxic tenen un clima temperat, amb canvis de temperatura sobtats.
La taxa mitjana anual de precipitacions de Texas és alta, de 117 cm (1.170 mm), encara que això varia de més de 150 cm (1.500 mm) a l'extrem oriental a menys de 30 cm (300 mm) a l'extrem occidental. De mitjana, Dallas registrar 82 dies de precipitació l'any, mentre que la mitjana de les regions al llarg del Golf de Mèxic és de 72 cm de pluja a l'any. L'estació plujosa és l'hivern, i l'estació seca a l'estiu. La neu és un fenomen poc freqüent a Texas (on moltes regions no nevada des de fa anys), que passa més comunament al nord, i més rarament en la resta de l'estat.

### Demografia

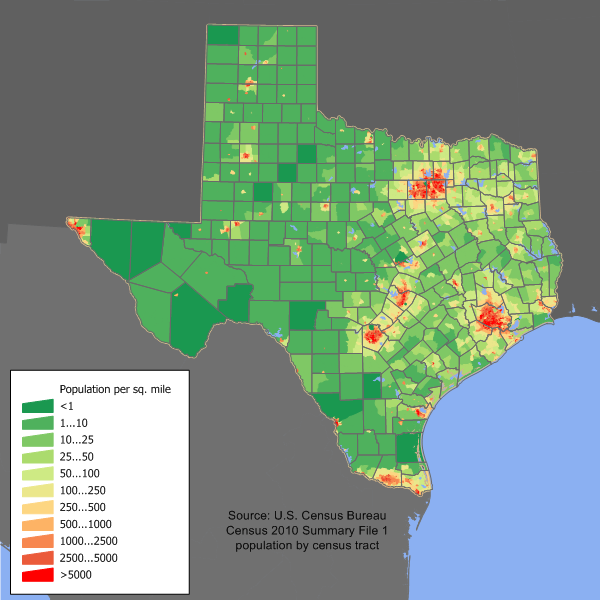
Mapa de densitat de població a Texas

El 2008, l'estat tenia una població estimada de 24.236.974, un 2,0% major que l'any anterior i 16,1% major que l'any 2000. El creixement natural (naixements - defuncions) segons l'últim cens és d'1.389.275 persones, el nombre d'immigrants des de fora dels Estats Units va produir un augment net de 801.576 persones, i la migració dins del país va produir un augment net de 451.910 persones. El 2004, l'Estat tenia 3,5 milions de residents nascuts a l'estranger (15,6 per cent de la població de l'estat), dels quals s'estima que 1,2 milions són immigrants il·legals. Entre 2000 i 2006, Texas va tenir el creixement més alt d'immigració il·legal en tots els Estats Units.
La densitat de població a Texas és de 34,8 persones / km², que és lleugerament superior a la densitat de població mitjana al conjunt dels EUA, amb 31 persones / km².

#### Grups racials i orígens ètnics
En 2006 les estimacions de la distribució racial a Texas del Cens dels EUA eren les següents: 
- 70,6% Blancs (51,5% blancs no hispans, 20% hispans) 
  - Alemanys (10,9%)
  - Anglesos (7,2%)
  - escocesos-irlandesos (7,2%)
- 11,5% Afroamericans
- 3,3% Asiàtics
- 0,5% Amerindis
- 12,3% d'altres grups racials
- 1,8% dos o més races

Agrupades per origen ètnic, la població era la següent: 
- 35,5% hispans o llatins de qualsevol raça
- 64,5% no hispans de qualsevol raça

Segons el cens dels EUA del 2000 hi havia censats a l'estat 222.036 amerindis nord-americans (1%). Per tribus, les principals són els cherokees (45.151), choctaw (18.780), apatxe (6.454), chickasaw (4.428), creek (3.559), comanxe (3.339), navahos (3.214), blackfoot (2.857), navahos (2.799), pueblo (2.301), anishinaabemowin (1.664), iroquesos (1.651), seminola (1.310), alibamu (1.164), osage (1.150), kiowa (889), lenape (792), kickapoo (795), shawnee (531), caddos (454), yaqui (457), tunica - biloxi (159), wichita (67), tonkawa (25) i canadencs i llatinoamericans (17.257).

#### Llengua
Segons el mateix cens, 13.230.765 parlaven anglès (68,76%), 5.195.182 parlaven espanyol (27%), 122.517 vietnamita (0,64%), 91.500 xinès (0,48%), 82.117 alemany, 62.274 francès, 39.988 tagàlog, 38.451 coreà, 36.087 llengües africanes, 32.978 urdú, 32.909 àrab, 20.919 hindi, 19.140 gujarati i altres.
Texas no té declarat cap idioma oficial, tot i que la llengua més parlada és l'anglès, En segon lloc hi ha l'espanyol, ja que Texas va ser part integrant del Virregnat de la Nova Espanya durant la major part de la seva història, i de Mèxic durant unes dècades després de la seva independència. L'idioma espanyol està en alça a causa de la important immigració de mexicans i hispans d'altres països. En contrast, la resta dels idiomes registrats pels habitants de l'estat, un total de 143, els parla menys de l'1% de la població.

## Ensenyament

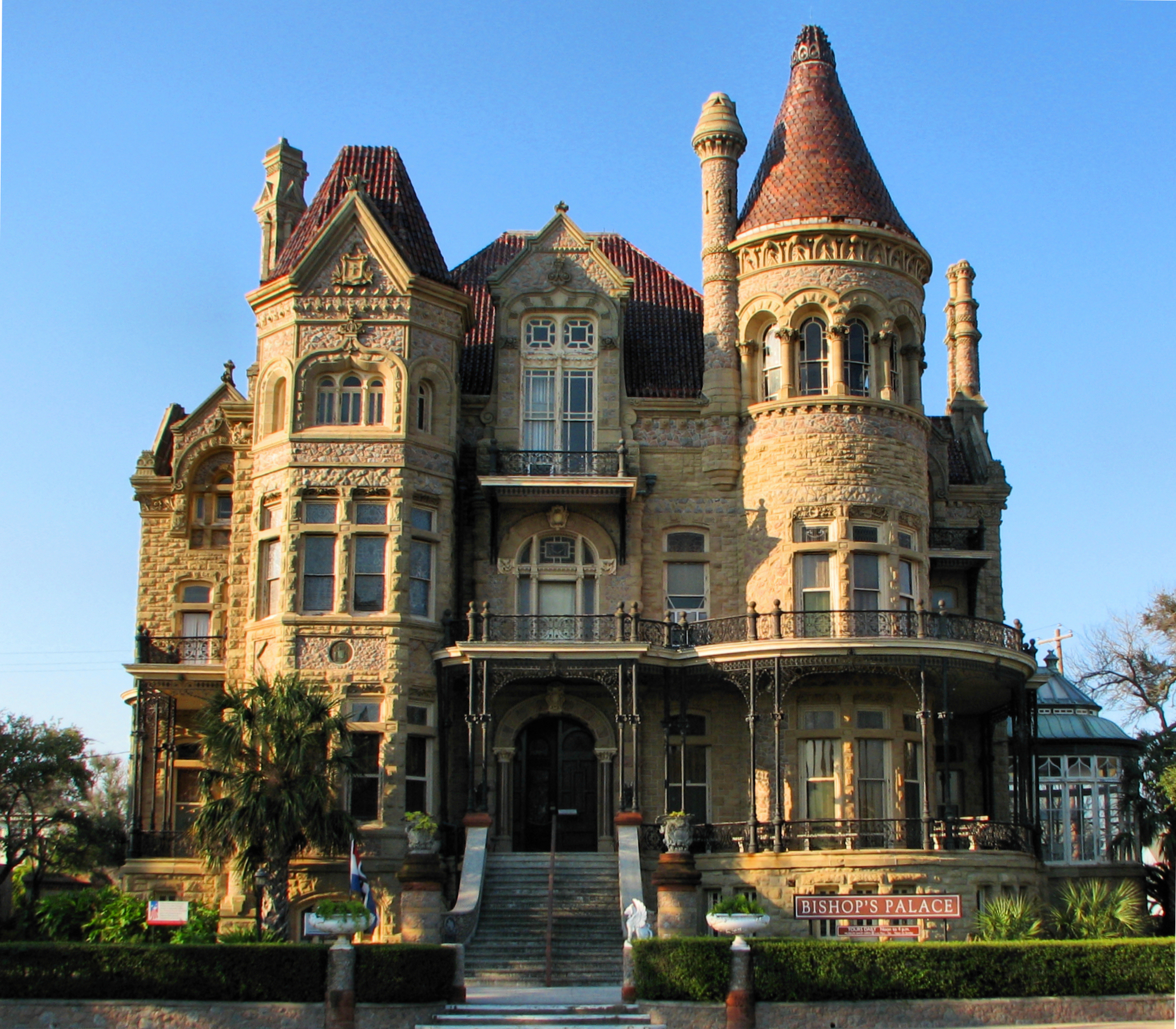
Museu de l'antic Palau Episcopal de l'Arxidiòcesi de Galveston-Houston. illa de Galveston, Texas.

En el moment de la independència de Texas el 1836, hi havia poques escoles públiques, la majoria en mal estat i que impartien en espanyol. La manca d'educació de qualitat principalment de parla anglesa va ser una de les raons de la revolta dels colons americans de Texas contra el govern mexicà. El 1854 ja part dels EUA, Texas amb els EUA va establir un sistema estatal d'educació pública.
En l'actualitat, totes les institucions educatives a Texas han de seguir les regles i normes dictades per la Junta d'Educació de l'Estat de Texas. Aquest Consell controla directament el sistema d'escoles públiques de l'estat, que està dividit en diferents districtes escolars. Cada ciutat principal (city) en té un com les diverses ciutats secundàries (towns) i cada municipi està atès per un districte escolar. A les ciutats, la responsabilitat d'administrar les escoles és del districte escolar local, mentre que en àrees menys densament poblades, la responsabilitat recau en districtes escolars que operen a tot el comtat en general. Texas permet el funcionament de les escoles charter (escoles públiques independents), que no són administrades per districtes escolars, però depenen de fons públics per operar. L'assistència escolar és obligatòria per a tots els nens i adolescents sobre l'edat de sis anys, fins a la finalització de l'escola secundària o fins a l'edat de divuit anys.
El 1999, les escoles públiques de l'estat van reunir al voltant de 3.992.000 d'estudiants, emprant aproximadament a 267.900 mestres. Les escoles privades van assistir aproximadament 227.600 estudiants, emprant aproximadament a 19.800 professors. El sistema d'escoles públiques de l'estat va consumir a prop de 22.430.000.000 de dòlars, i la despesa de les escoles públiques va ser d'uns 6.200 $ per estudiant. Sobre 77,2% dels residents de l'estat amb més de 25 anys tenen un diploma d'escola secundària.
La Universitat de Texas, que estableix la Constitució de Texas el 1876, estava formada per nou universitats acadèmiques, sis institucions de salut, així com la seu de la companyia el 2004. 182.752 alumnes van estudiar en una institució controlada per la Universitat de Texas, fent d'aquesta empresa un dels grans sistemes d'educació superior als Estats Units d'Amèrica. El 2004, només a Austin, es van registrar 50.377 alumnes dependents d'aquesta.

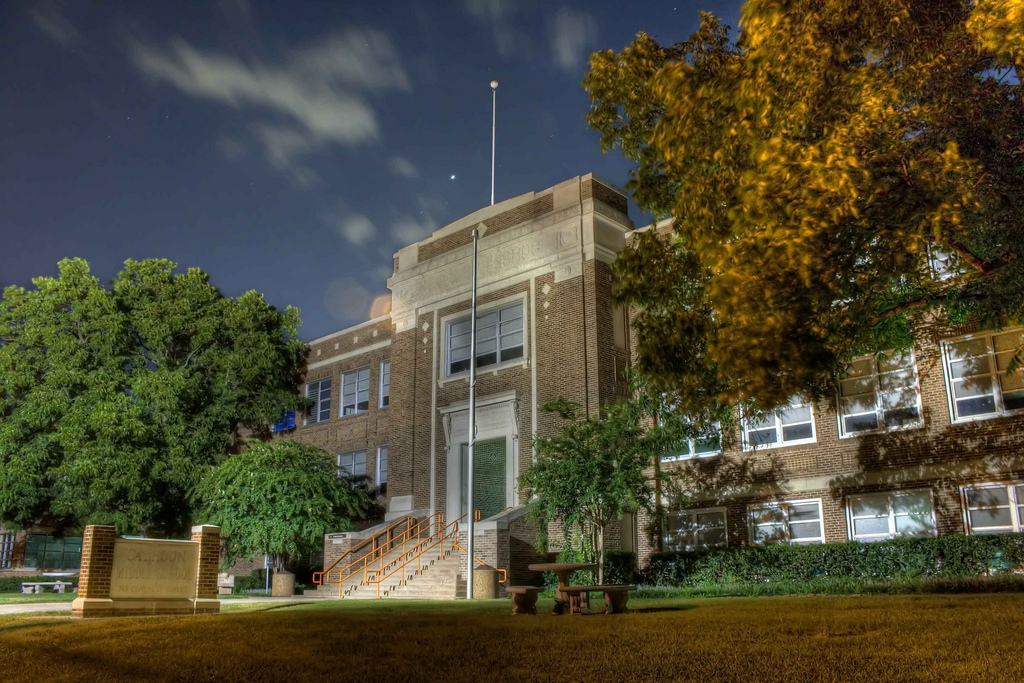
Campus de la Universitat de Denton

Texas té actualment 540 sistemes de biblioteques públiques, que manegen anualment una mitjana de 4,2 llibres per habitant. L'estat compta actualment amb 200 institucions d'educació superior, dels quals 109 són públiques i 91 són privades. La Universitat de Texas és el sistema de les institucions públiques d'educació superior a Texas, així com el major sistema educatiu a l'Estat. La Universitat del Sud-oest és la institució d'ensenyament superior més antiga de Texas, que fou fundada el 1840 a Georgetown.
La Universitat de Houston és el sistema més gran de les institucions d'educació superior a la costa urbana del Golf de Mèxic, a més de ser el tercer major sistema d'institucions d'educació superior a Texas. Aquest sistema gestiona quatre universitats diferents, incloses tres localitzades a Houston. La seu d'aquest sistema és la Universitat de Houston. Està especialitzada en la superconductivitat, en la indústria aeroespacial, l'enginyeria biològica, l'economia, la docència, l'exploració petroliera i l'administració. A més, la Salut de la UH Centre de Dret de la Llei i l'Institut de Polítiques, professor de dret, és considerat el millor de la zona del país.

## Infraestructures

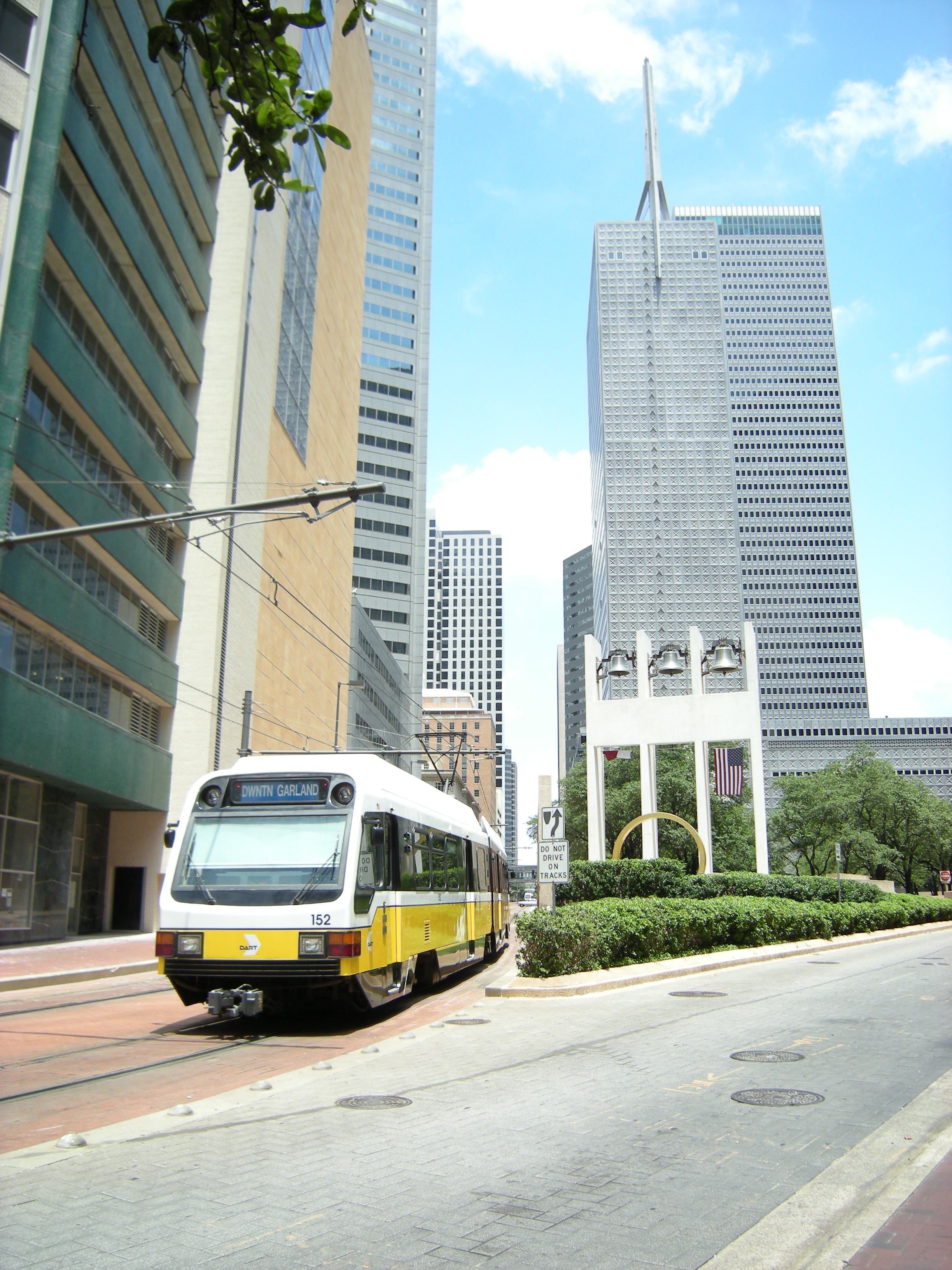
Tramvia a Dallas

Antigament, moltes carreteres romanien en mal estat, construïdes pels exploradors espanyols, creuant Texas. Diversos d'aquests camins s'han fet famosos. Durant molt de temps, aquests camins van servir com rutes per a altres exploradors i missioners. En 1852, el primer ferrocarril va ser construït en l'estat. Actualment, Texas té una xarxa ferroviària que consta de 44 línies diferents. Aquesta malla proporciona el transport interurbà de passatgers de 20 ciutats diferents, i serveis de càrrega a més de 300 ciutats i pobles. L'estat té la major xarxa de ferrocarril i xarxa viària als Estats Units. El 2002, Texas tenia 16.652 quilòmetres de vies fèrries. El 2003, l'estat tenia 486.001 quilòmetres de camins i carreteres, dels quals es van considerar 5.203 quilòmetres part del sistema federal d'autopistes interestatals.
El transport públic a les ciutats de Texas és pobre. No hi ha metro a les principals ciutats de l'estat. Les ciutats de Texas se serveixen només d'una malla de rutes d'autobusos, en general ineficaç, i en alguns casos servida per una o dues línies de metro lleuger. La precarietat del sistema de transport públic de les ciutats de Texas, fa que l'ús de vehicles per la població de Texas sigui molt alta, el que genera constants embussos de trànsit i la contaminació de l'aire en els grans centres urbans de l'estat.

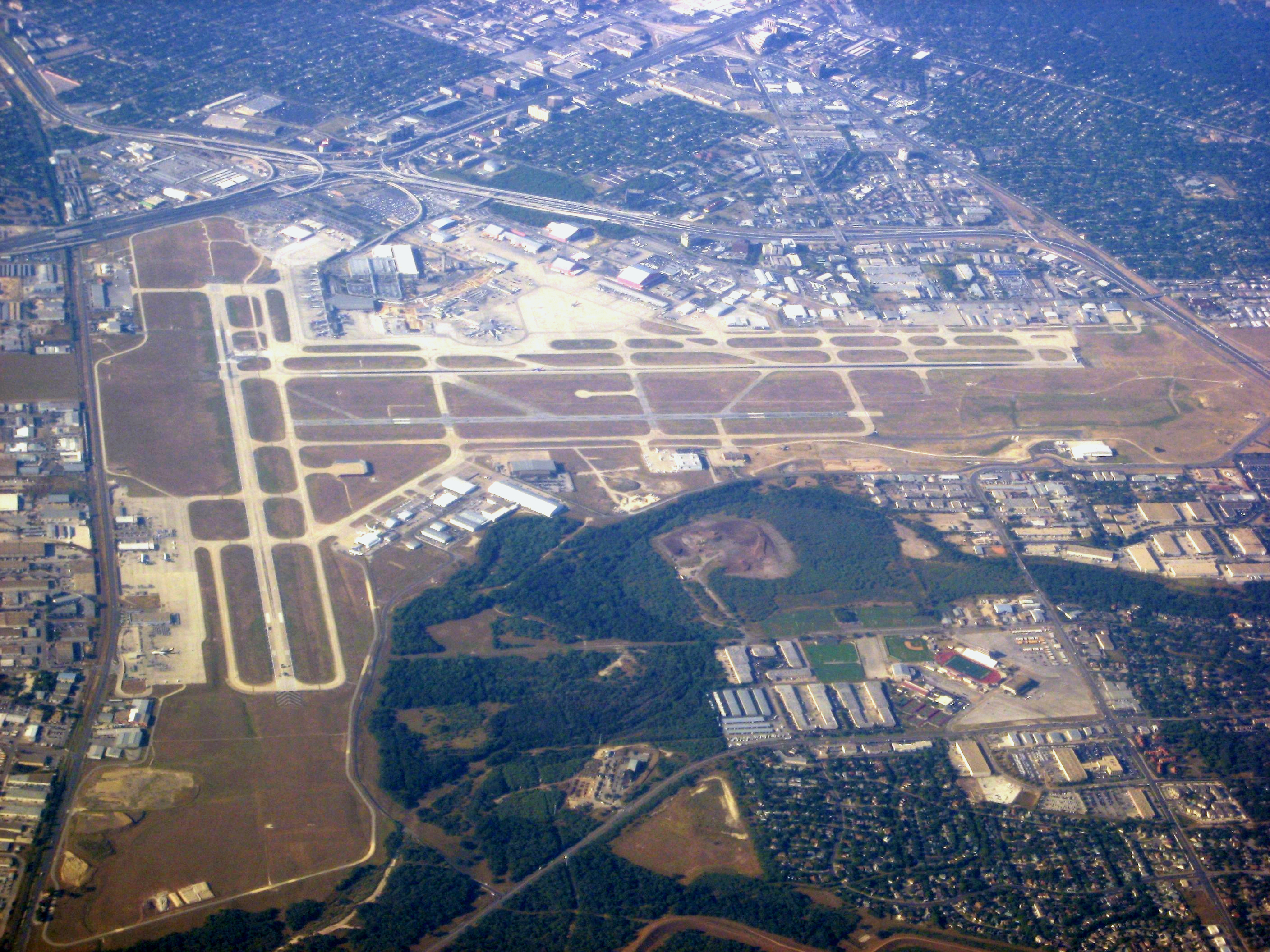
Vista aèria de l'aeroport Internacional de Sant Antonio

Texas compta amb 13 ports marítims, i el Port de Houston és el més actiu en l'estat. Texas compta amb diversos aeroports amb molt de trànsit, dos dels quals es destaquen com els principals centres internacionals de l'aeroportuària: com l'aeroport de Dallas-Fort Worth, que és el cinquè aeroport més ocupat del món, i és el principal centre de les operacions d'American Airlines, l'aerolínia més gran del món, i l'Aeroport Intercontinental George Bush a Houston, ocupant la vuitena posició al país, i és el principal centre d'operacions de Continental Airlines. Aeroports notables i més petits inclouen l'Aeroport Internacional d'Austin–Bergstrom a la capital de l'estat, i l'Aeroport Internacional de Sant Antonio.
El primer diari publicat fou la Gaceta de Texas, un diari mexicà publicat en espanyol, editat per primera vegada el 1813. Actualment a Texas es publiquen prop de 620 diaris, dels quals aproximadament. Molts d'aquests diaris es publiquen en espanyol, gràcies a la gran població hispana de l'estat. S'imprimeixen a l'estat al voltant de 400 revistes diferents. La primera estació de ràdio a Texas va ser fundada el 1922 a Dallas, i la primera cadena de televisió de l'estat va ser fundada el 1948 a Fort Worth. Actualment, Texas té aproximadament 500 cadenes de ràdio i 100 cadenes de televisió, moltes d'elles amb la seva programació en espanyol.

## Economia

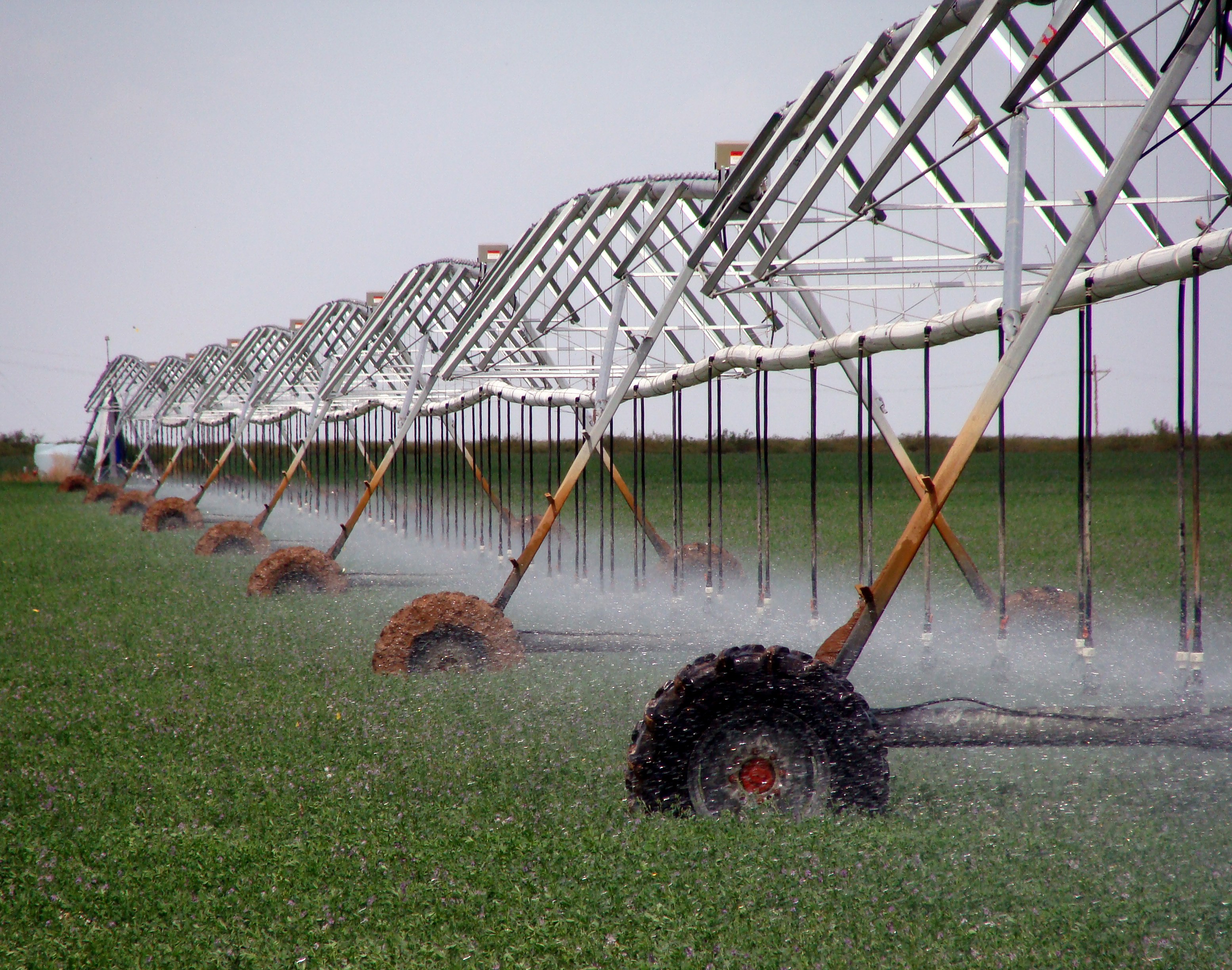
Granja a l'est de Texas

En part a causa de la seva gran població, l'economia de Texas és una de les més grans del país. El producte interior brut de Texas, és de 982.400.000.000 dòlars el 2005, és la tercera economia més gran als EUA, només darrere de Califòrnia i Nova York. L'ingrés per capita de l'estat, al seu torn, era 30.222 $ el 2004. La taxa d'atur a Texas és de 6,1%.
El sector primari de Texas és responsable de l'1% del PIB a Texas. L'agricultura i la ramaderia, que fins ara han estat les principals fonts d'ingressos de l'Estat, En conjunt fan servir unes 500.000 persones. Texas té en total prop de 227.000 explotacions agrícoles (popularment anomenades ranxos), més que qualsevol altre estat dels EUA, que cobreixen al voltant del 75% de l'estat. La majoria d'aquestes granges s'utilitzen per a la cria de bestiar. Texas té el major ramat boví del país. Els principals productes produïts per la indústria agrícola a Texas són bestiar de carn i lactis, cotó, arròs, blat i gall d'indi (au). Els efectes de la pesca i la silvicultura són insignificants en l'economia de l'Estat. El valor anual de peixos recollits a l'Estat és d'uns 230 milions de dòlars.

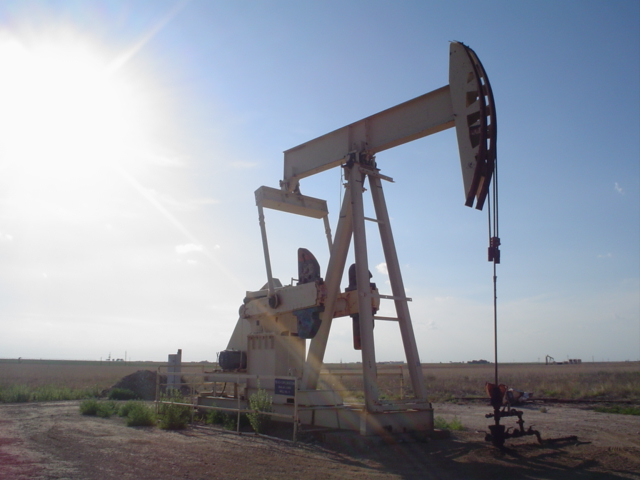
Pou de petroli a Texas

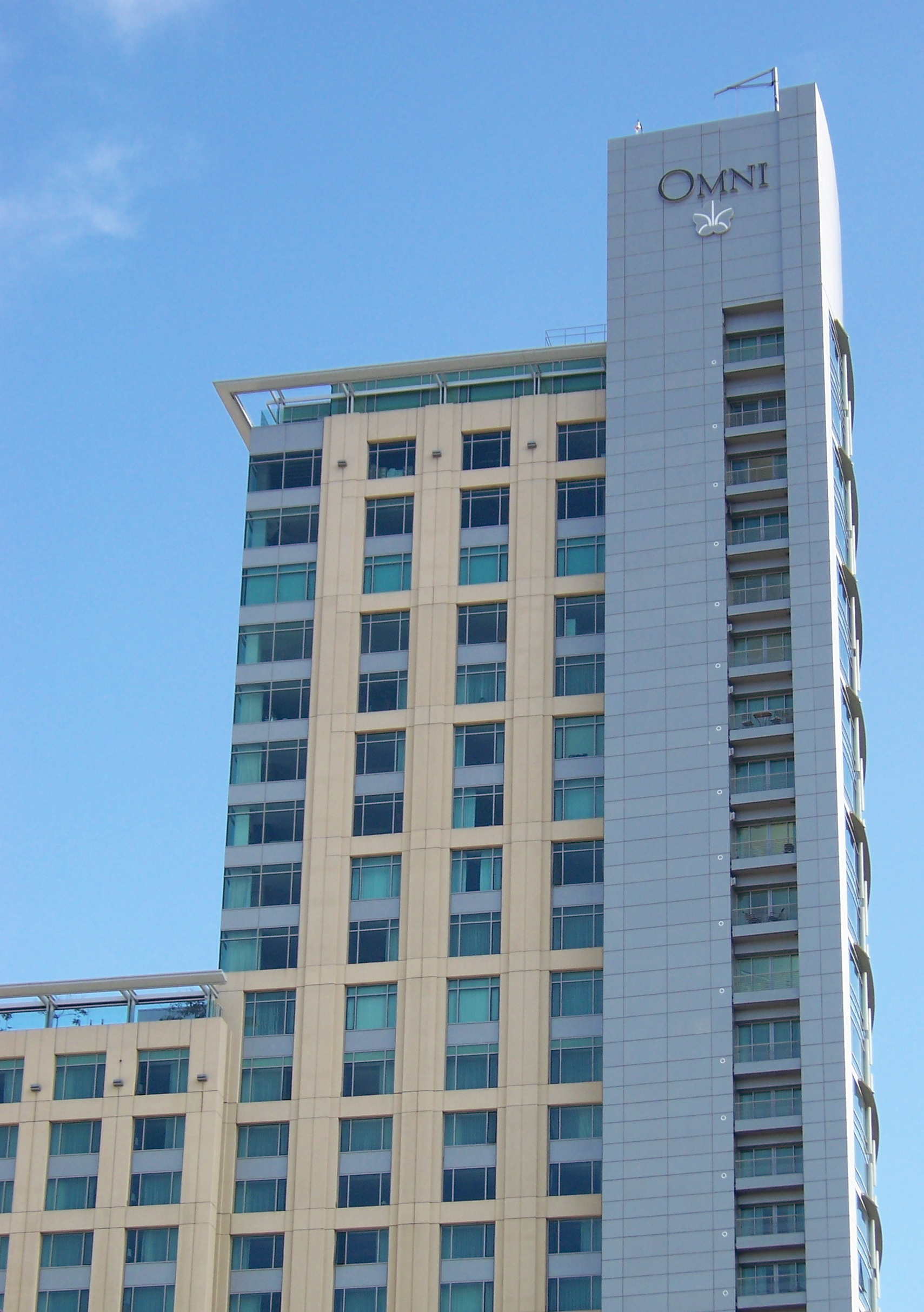
Hotel de la companya Omni a Houston.

El sector secundari de Texas aporta el 25% del PIB a Texas, però va representar més del 75% durant els anys de la Segona Guerra Mundial. Els productes fabricats per any en l'estat tenen un valor total de més de $ 130 milions de dòlars. Texas és el tercer estat que dona feina a més treballadors en l'àmbit de la fabricació, només darrere de Califòrnia i Nova York. La indústria més important de l'estat és la indústria d'alta tecnologia, fàbriques productores d'equips electrònics d'avançada tecnologia, que troben principalment a Houston i Austin. A més, Texas és el major productor de productes químics en general, fertilitzants, àcid sulfúric i la indústria farmacèutica són les més importants. A causa de l'enorme població, el processament d'aliments és la indústria més gran de l'estat. I Texas és el major productor de petroli, gas natural i derivats, els Estats Units i posseeix les majors reserves de recursos naturals al país. La indústria manufacturera dona feina a més de 900.000 persones i representa només el 14% del PIB de l'estat. La Mineria dona feina a més de 250.000 persones i representa el 6% del PIB estatal. I els comptes industrials de la construcció el 5% del PIB de l'estat, dona feina a més de 750.000 persones.
El sector terciari és responsable del 74% del PIB a Texas. Dallas és la llar de diverses de les principals firmes financeres dels EUA, mentre que Houston alberga les principals empreses petrolieres al país. Comunitat i serveis personals representen el 20% del PIB estatal, i donen feina a més de 3,5 milions de persones. Els comptes de venda a l'engròs i al detall el 17% del PIB donen feina a l'Estat a 2,5 milions de persones. Els serveis financers i béns i serveis proporcionen feina a 885.000 persones i representen el 14% del PIB de l'estat. Els serveis governamentals donen feina a 1,7 milions de persones i representa el 12% del PIB de l'estat. Transport, telecomunicacions i serveis públics representen l'11% del PIB estatal, emprant prop de 630.000 persones. Texas és el major productor d'electricitat al país. Al voltant del 50% de l'electricitat generada a l'estat és produïda per centrals tèrmiques amb gas natural, 40% centrals tèrmiques de carbó, i la majoria de la resta és generada per centrals nuclears.

## Ciutats importants
Texas és l'únic estat als Estats Units que té tres ciutats amb més d'un milió d'habitants a la llista de les deu ciutats més poblades en la nació: Houston, Dallas i San Antonio. Austin i Fort Worth estan entre les 20 més poblades. Les 12 ciutats més grans de Texas segons el cens del 2006 són:
- Austin (capital de l'estat)
- Brownsville
- Corpus Christi
- Dallas
- Eagle Pass
- El Paso
- Fort Worth
- Houston (ciutat amb més població)
- Laredo
- Lubbock
- Marshall
- McAllen
- Midland
- Odessa
- San Antonio
- Tyler
- Childress

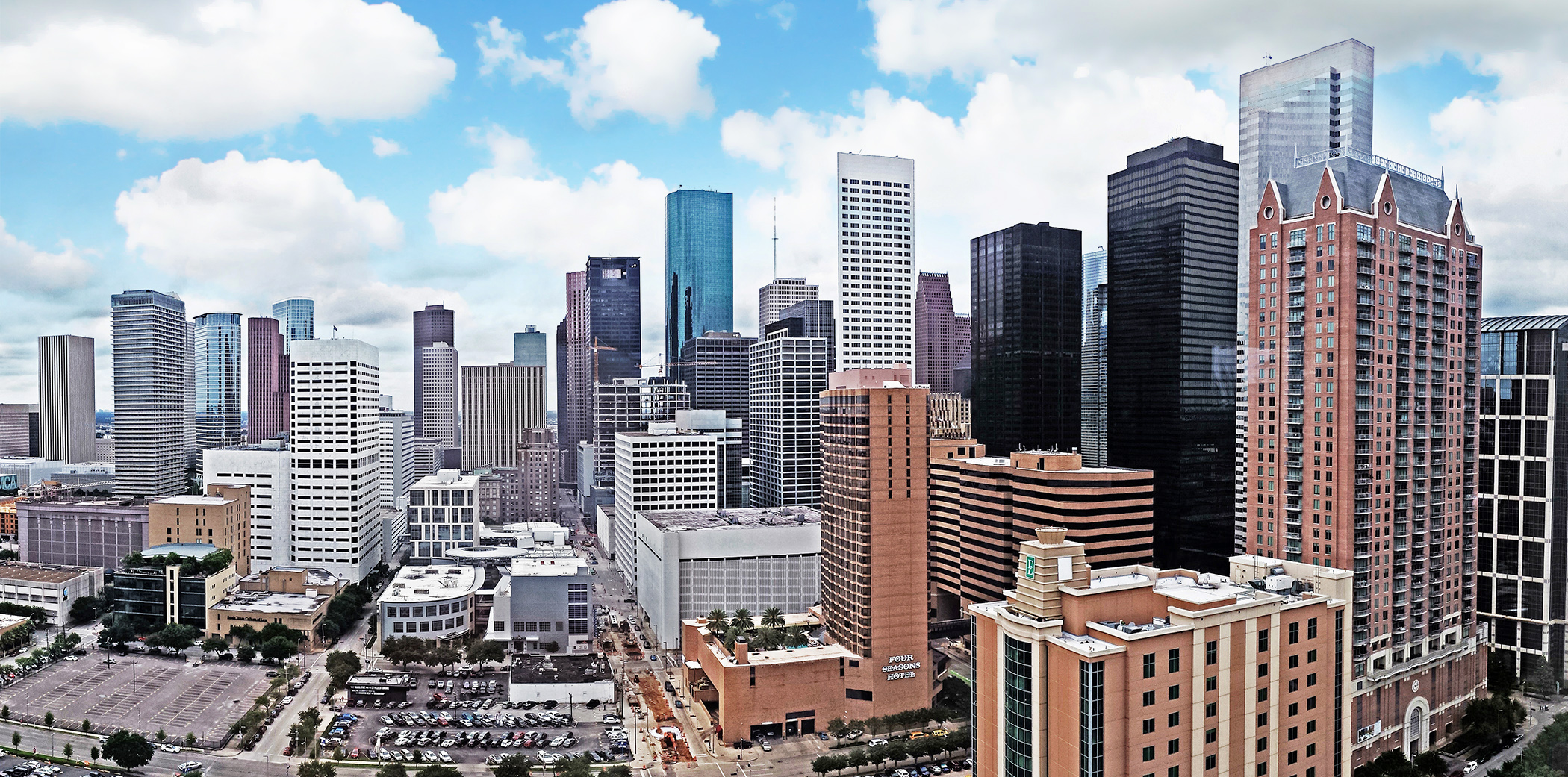
Houston

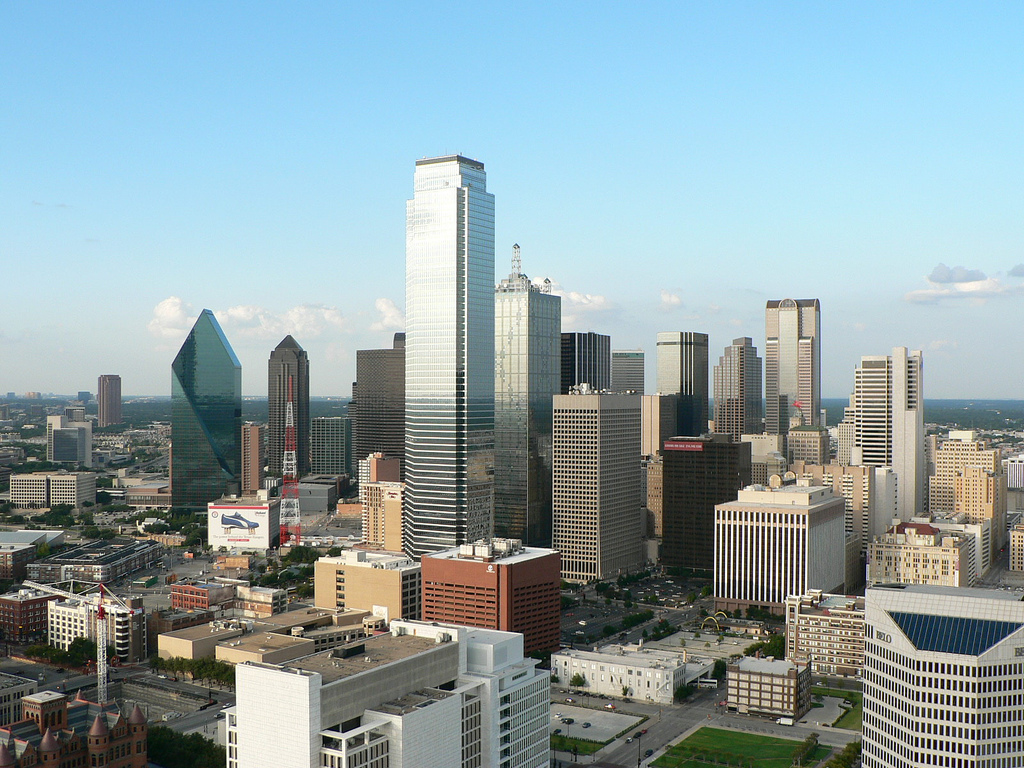
Dallas

L'àrea metropolitana de Dallas és la més gran de Texas i la quarta més gran de la nació després de les de Nova York, Los Angeles i Chicago. Aquesta conurbació inclou sis de les dotze ciutats més poblades de l'estat. Les 11 àrees metropolitanes més grans de Texas segons les dades del cens del 2006 eren:
1. Dallas - Fort Worth - Arlington (pob. 6.703.967) (inclou les ciutats de Plano, Garland i Irving)
2. Houston - Sugar Land - Baytown (pob. 5.539.949)
3. San Antonio (pob. 1.842.217)
4. Austin - Round Rock (pob. 1.513.615)
5. El Paso (pob. 736.310)
6. McAllen - Edinburg - Mission (pob. 700.634)
7. Corpus Christi (Texas) (pob. 415.810)
8. Brownsville - Harlingen (pob. 387.717)
9. Beaumont - Port Arthur (pob. 379.640)
10. Killeen - Temple (pob. 351.322)
11. Coope City (pob. 200.520)

## Administració i política

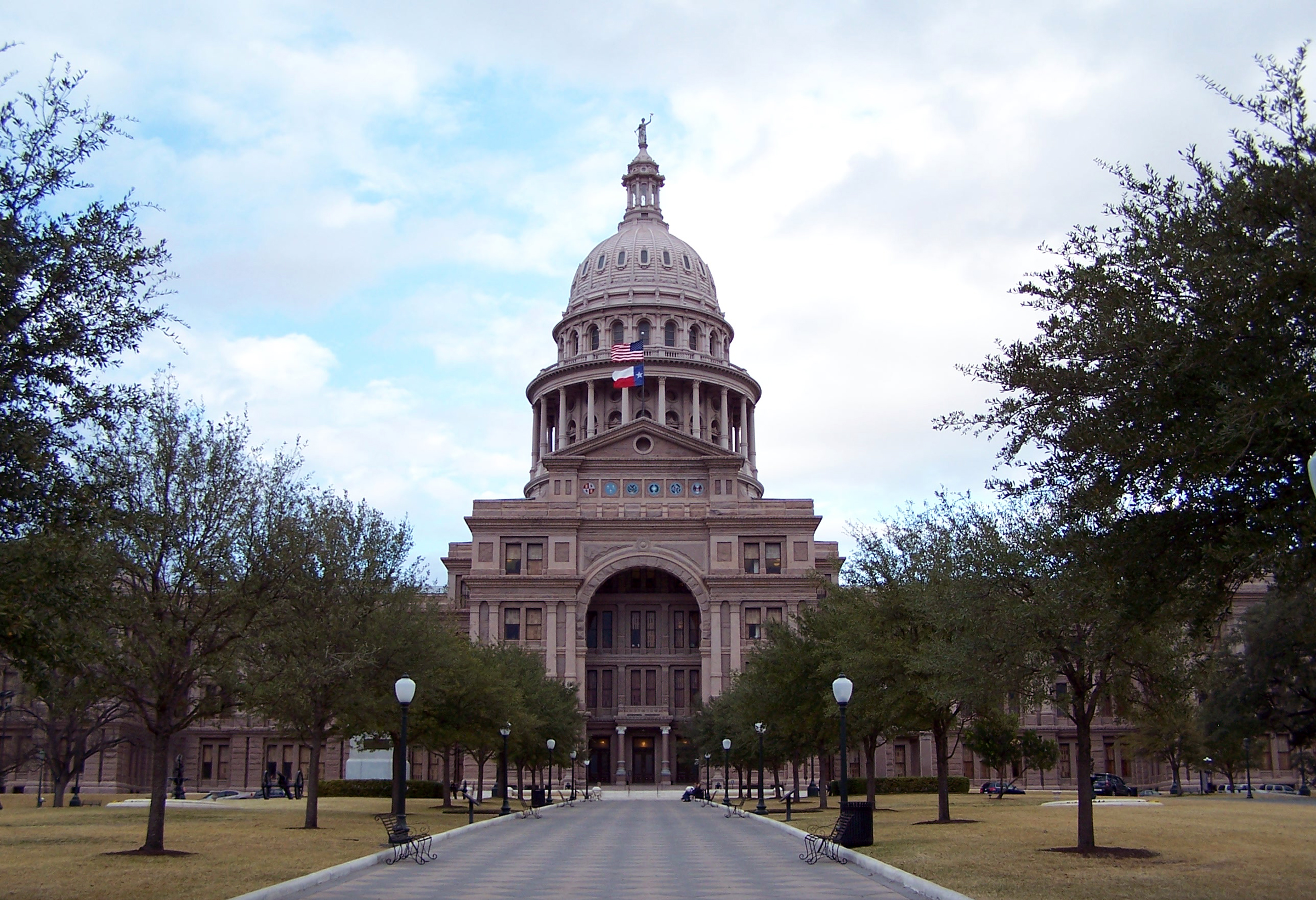
Capitoli de Texas

La capital de Texas és Austin. El capitoli de l'estat de Texas és similar a la del Capitoli dels Estats Units d'Amèrica, amb seu a Washington, DC, però la capital de l'estat de Texas és de granit pintat de rosa. A la part superior del capitoli de Texas es pot apreciar una estàtua de la Deessa de la Llibertat. A diferència de les capitals dels estats del nord, i en comú en relació amb capitolis del sud i nord. El capitoli de Texas és més alt, però menys extens que el capitoli a Washington, DC.

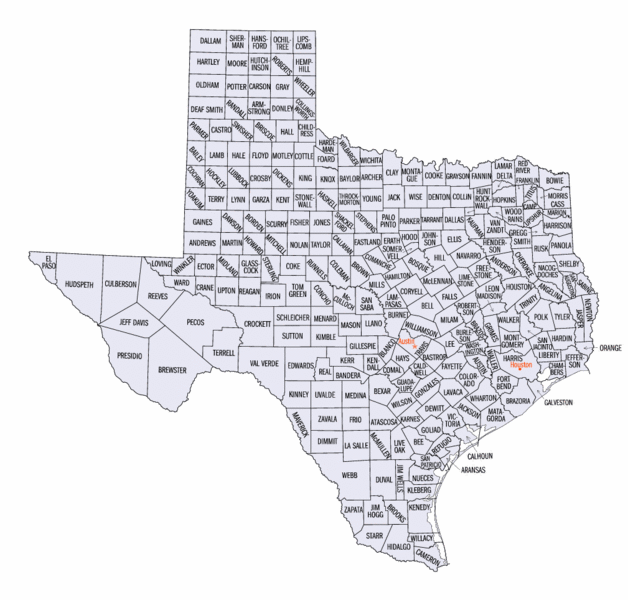
El mapa Polític de Texas, amb els seus 254 comtats

L'actual Constitució de Texas es va adoptar el 1876. Altres constitucions van ser aprovades el 1845, 1866 i 1869. Les Esmenes a la Constitució ha de ser aprovada per almenys dos terços dels membres de la Cambra de Representants i al Senat, a continuació, se sotmetrà a la votació de la població en un referèndum. Si la majoria dels electors voten a favor de la nova esmena, que s'afegeix a la constitució de l'estat. Texas no permet l'adopció de noves esmenes constitucionals a través de convenis o peticions.
El més alt funcionari de l'executiu és el governador de Texas. Aquest és elegit pel poble per un període de fins a quatre anys de durada i pot ser reelegit tantes vegades com sigui.
La Legislatura de Texas està formada pel Senat i la Cambra de Representants. El Senat compta amb 31 membres, mentre que la Cambra de Representants està integrada per 150 representants. Texas està dividit en 31 districtes senatorials i 150 districtes representatius, i els votants de cada districte trien un senador i un representant que actuarà com a representant de la regió de les seves respectives càmeres a la legislatura. Els senadors són elegits per quatre anys de durada, i els representants, per períodes de fins a dos anys de durada. La Legislatura té la facultat de crear i aprovar lleis, encara que aquestes lleis han de ser aprovats també pel governador.
El més alt tribunal del sistema judicial de Texas és la Cort Suprema de Texas.
A Texas hi ha prop de 180 ciutats amb més de cinc mil habitants. Aquestes ciutats tenen el dret d'establir els seus propis estatuts, el seu desenvolupament de planificació urbana i la recollida dels seus propis impostos. A les ciutats i pobles amb menys de cinc mil habitants, aquest deure recau a la comarca de la qual la ciutat o poble n'és una part.
Texas té més comtats que qualsevol altre estat dels EUA: es divideix en 254 comtats. Cada comtat es regeix per un consell integrat per un jutge i quatre oficials, de diferents parts del comtat en qüestió. Aquests són elegits pel comtat, per períodes de fins a quatre anys de durada. Aquesta junta administra les finances de la província i té el poder per recollir un petit impost (un màxim de l'1%) en el comtat.
Els impostos estatals representen gairebé la meitat dels ingressos del pressupost del govern de Texas. Els principals impostos són un impost que grava la venda dels productes bàsics en general, i un impost addicional de petroli i derivats. Igual que altres vuit estats dels EUA, Texas no cobra impost sobre la renda dels seus residents. La resta prové de les quantitats lliurades pel govern federal i els préstecs.
Des que Texas es va convertir en un estat dels EUA la dècada de 1870, va estar dominat políticament pel Partit Demòcrata. Però només cinc vegades ha estat governat per Demòcrates, amb quatre republicans i un sense afiliació política van governar l'estat. Però el Partit Republicà va guanyar cada vegada més força política des de 1960. Actualment, Texas és principalment dominat pels republicans. El governador de Texas, Greg Abbott, és un republicà.

### Comtats
Texas té 254 comtats, més que qualsevol altre estat nord-americà. Cada comtat es governa per una cort de comissions (Commissioners court en anglès), i un jutge del comtat (county judge). Cada comtat té una capital (county seat), i un palau de justícia (Courthouse).